# Цезония Манилия
Вижте пояснителната страница за други личности с името Цезония.
Цезония Манилия (на латински: Caesonia Manilia; * 275 г.) е знатна римлянка от род Цезонии – Манилии/Манлии.

## Произход
Дъщеря е на Луций Цезоний Овиний Руфин Манилий Бас (суфектконсул 280 г.), син на Гай Цезоний Мацер Руфин (170 – 230) и съпругата му Манилия Луцила, дъщеря на Тиберий Манилий Фуск (ca 160 – 225; консул 225 г.) и съпругата му Флавия Полита (165 – 204), дъщеря на Флавий Руфиниан (140 – 190/203) и съпругата му Антония Калисто (* 150). Вероятно е сестра на Цезоний Бас (консул 317 г.).

## Фамилия
Омъжва се за Амний Аниций Юлиан, син на Марк Юний Цезоний Никомах Аниций Фауст Павлин (консул 298 г.) и Амния Деметриас, дъщеря на Тиберий Клавдий и Флавия. Юлиан е консул през 322 г. заедно с Петроний Пробиан и от 326 до 329 г. praefectus urbi на Рим. Двамата имат син:
- Амний Маний Цезоний Никомах Аниций Павлин (консул 334 г.), женен за Пинция или Авхения ; баща на
  - Аниций Авхений Бас (praefectus urbi 382 – 383 г.), женен за Турения Хонората; баща на
    - Аниций Авхений Бас (консул 408 г.); баща на
      - Аниций Авхений Бас (консул 431 г.)
      - Тирания Аниция Юлиана